# Heinz Kubsch
Heinz Kubsch (Essen, 1930. július 20. – 1993. október 24.) nyugatnémet válogatott világbajnok német labdarúgó, kapus.

## Pályafutása

### Klubcsapatban
1939-ben kezdte a labdarúgást a Sportfreunde Katernberg csapatában. 1948-ban debütált az első csapatban. 1951 és 1961 között az FK Pirmasens kapusa volt. 1961 áprilisában fejezte be az aktív labdarúgást. Összesen 222 Oberliga mérkőzésen védett pályafutása során.

### A válogatottban
1954 és 1956 között három alkalommal szerepelt a nyugatnémet válogatottban. Tagja volt az 1954-es világbajnok csapatnak.

## Sikerei, díjai
NSZK
- Világbajnokság
  - világbajnok: 1954, Svájc